# Jane Clifton
Jane Clifton (Gibilterra, 1949) è un'attrice, cantante, scrittrice e conduttrice radiofonica australiana.

## Biografia
Jane Clifton ha iniziato la sua carriera in stazioni radiofoniche di Melbourne come 3CR e 3RMT-FM. Attiva in numerosi film e serie televisive di produzione australiana a partire dalla metà degli anni 70, è meglio conosciuta in campo televisivo per i suoi ruoli in Prisoner e Neighbours. A fine anni 70 è stata membro del gruppo Stiletto mentre nella Kent Music Report ha piazzato Girl on the Wall nel 1984 alla 13ª posizione ed ha contribuito vocalmente alla hit Taxi Mary dei Jo Jo Zep & The Falcons. Ha inoltre scritto i romanzi Half Past Dead e A Hand in the Bush, il primo dei quali è stato selezionato per un Ned Kelly Award nel 2002.

## Discografia

### Album in studio
- 1993 – The Marriage of Style

### Singoli
- 1984 – Turn to Dust
- 1984 – My Machines
- 1984 – Girl on the Wall

## Filmografia

### Cinema
- Pure Shit, regia di Bert Deling (1975)
- The Clinic, regia di David Stevens (1982)
- A Slice of Life, regia di John D. Lamond (1983)
- L'australieno (As Time Goes By), regia di Barry Peak (1988)
- A Kink in the Picasso, regia di Marc Gracie (1990)
- Garbo, regia di Ron Cobb (2005)
- So che ci sei (Matching Jack), regia di Nadia Tass (2010)
- Lost Gully Road, regia di Donna McRae (2017)

#### Televisione
- Division 4 – serie TV, episodi 3x17-5x12 (1971, 1973)
- Ryan – serie TV, episodio 1x29 (1973)
- Homicide – serie TV, episodi 12x12-13x08-13x14 (1975-1976)
- L'ispettore Bluey (Bluey) – serie TV, episodio 1x19 (1977)
- Against the Wind – miniserie TV, puntate 01-02 (1978)
- Prisoner – serie TV, 106 episodi (1979-1984)
- Skyways – soap opera, puntata 1x174 (1979)
- Holiday Island – serie TV, episodio 1x20 (1981)
- Home – serie TV, episodi 1x01-1x02 (1983)
- Special Squad – serie TV, episodio 1x31 (1984)
- Dancing Daze – miniserie TV, puntate sconosciute (1986)
- Five Times Dizzy, regia di John Eastway – miniserie TV (1986)
- A Single Life, regia di John Power – film TV (1986)
- Dottori con le ali (The Flying Doctors) – serie TV, episodio 7x18 (1990)
- Janus – serie TV, episodio 2x01 (1995)
- Shock Jock – serie TV, 1x13 (2002)
- Neighbours – soap opera, 5 puntate (2010, 2019)
- Winners & Losers – serie TV, episodio 4x07 (2014)
- The Doctor Blake Mysteries – serie TV, episodio 3x03 (2015)
- Bringing Our Stories Home – serie TV, episodio 1x04 (2016)